# Stadio Mehdi Huseynzade
Lo stadio Mehdi Huseynzade (in azero Mehdi Hüseynzadə adına Sumqayıt Şəhər Stadionu) è un impianto sportivo della città di Sumgayit, in Azerbaijan.

## Storia
Ospita le gare interne del Sumqayıt. Nel 2024, in seguito all'invasione russa in Ucraina del 2022, ospita le partite casalinghe delle squadre bielorusse in campo europeo.